# Divadelní noviny
Divadelní noviny jsou kulturní měsíčník určený divadelním odborníkům i laické veřejnosti.

## Historie
První číslo bylo vydáno dne 30. října 1957 jako ukázkový výtisk zdarma. Vydavatelem byl Svaz československých divadelních umělců v Praze. „Ročník“ periodika odpovídal  divadelní sezóně. Vycházel od září do června roku následujícího a během divadelních prázdnin v červnu a červenci nebyl vydáván. Časopis založil Jan Kopecký (1919–1992) a mezi lety 1957–1964 působil jako šéfredaktor. V jeho počátcích do časopisu přispívali například Jiří Hájek, František Černý, Miloš Smetana, Leoš Suchařípa a další.
Během roku 1964 se název změnil na „Divadelní a filmové noviny“. V tomto období byl šéfredaktorem Jan Císař. V roce 1966 získal pozici šéfredaktora divadelní kritik a teoretik Josef Träger a časopis se v září toho roku vrátil k původnímu názvu Divadelní noviny.
Během šedesátých let se rozšířila autorská i tematická základna časopisu. Více prostoru získala filmová, televizní i rozhlasová tvorba, nejen tuzemská, ale i zahraniční tvorba (také západní). V časopise publikoval mimo jiné Jan Grossman nebo Václav Havel. Časopis se snažil o rehabilitaci některých umělců, jako byla například Jiřina Štěpničková.
V období normalizace bylo vydávání časopisu zastaveno. Poslední číslo vyšlo 25. února 1970.

## Nově založený časopis
V červnu roku 1992 bylo vydáno nulté číslo časopisu Divadelní noviny. Redakce se snažila prezentovat návaznost na stejnojmenný časopis vycházející mezi lety 1957–1970. Grafická i obsahová stránka časopisu však byla ovlivněna čtrnáctideníkem Scéna, zaniklým v březnu 1992. Řada členů redakce i externích přispěvatelů zaniklého časopisu Scéna následně přispívala do „nových Divadelních novin“. Nulté (červnové) číslo bylo zdarma a přineslo nejen fejeton Josefa Topola, ale většinu rubrik, které tvořily obsah časopisu  po několik let.